# Lentvaris
Lentvaris (polaco: Landwarów) es una ciudad de Lituania, capital de la seniūnija homónima en el municipio-distrito de Trakai de la provincia de Vilna.
En 2011, la ciudad tenía una población de 11 105 habitantes, de los cuales 6024 eran étnicamente lituanos, 2859 polacos y 1330 rusos.
Se conoce la existencia de la localidad en documentos de la República de las Dos Naciones desde el siglo XVII. En su origen era un pequeño pueblo vinculado a la familia noble Sapieha y habitado por lituanos, aunque con el tiempo se asentaron aquí también polacos y judíos. Tras las Particiones de Polonia de finales del siglo XVIII, el pueblo se incorporó al Imperio ruso. En 1850, el pueblo fue comprado por la casa noble Tyszkiewicz, que en torno a 1885 construyó un palacio neotudor diseñado por Édouard-François André, y que actualmente es el monumento más representativo de la localidad. Lentvaris se desarrolló como poblado ferroviario a partir de 1861-1862, cuando se construyó un ramal a Virbalis de la línea de ferrocarril de Varsovia a San Petersburgo. En 1920 se incorporó a la Segunda República Polaca. Tras la Segunda Guerra Mundial se integró en la RSS de Lituania, que le concedió el estatus de ciudad en 1946.
Se ubica unos 10 km al oeste de la capital nacional Vilna.